# Махно Василь Іванович
Василь Махно (нар. 8 жовтня 1964, Чортків Тернопільської області) — український поет, прозаїк, есеїст, перекладач, літературознавець. З 1995 року — член Національної спілки письменників України, АУП (1996-2000) .Учасник літературного гурту «Західний вітер» (1992). Кандидат філологічних наук (1995). Член міжнародного ПЕН-клубу (2003);  Член Українського ПЕН.

## Життєпис
Василь Махно народився в Чорткові 8 жовтня 1964 р.
Закінчив Тернопільський педагогічний інститут (нині ТНПУ), викладав літературу у Тернопільському університеті, а згодом — у Ягеллонському (Краків). Неодноразово брав участь в міжнародних поетичних фестивалях. До 2000 року жив та працював у Тернополі. 2000 року виграв Зелену картку та переїхав жити та працювати до США (Нью-Йорк). Обійняв посаду ключового науковця НТШ-Америка.
31 травня 2015 року мав зустріч з бучачанами в місцевому «АРТ-дворі».

## Творчість та досягнення
Лауреат премій ім. Степана Будного (1994), журналу «Кур'єр Кривбасу» (2008, 2009), Фонду Лесі та Петра Ковалевих (2009), Міжнародної премії «Povelje Morave» (2013).
Збірка оповідань «Дім у Бейтінґ Голлов» («Видавництво Старого Лева») була визнана книгою року BBC-2015.
Друкувався у періодичних виданнях. Автор чотирнадцяти поетичних збірок, п’ятьох книжок есеїстики, збірки оповідань, роману та двох п’єс; його вірші, проза, есе та драми перекладено польською, німецькою, сербською, англійською, литовською, чеською, івритом, іспанською, китайською, монгольською,турецькою мовами — більше, ніж 25 мовами світу.
Перекладає сучасну польську, німецьку, американську, сербську, білоруську і російську поезію, зокрема твори Ґ. Бенна, Р. Карвера, Ф. Ларкіна. Ч. Мілоша.

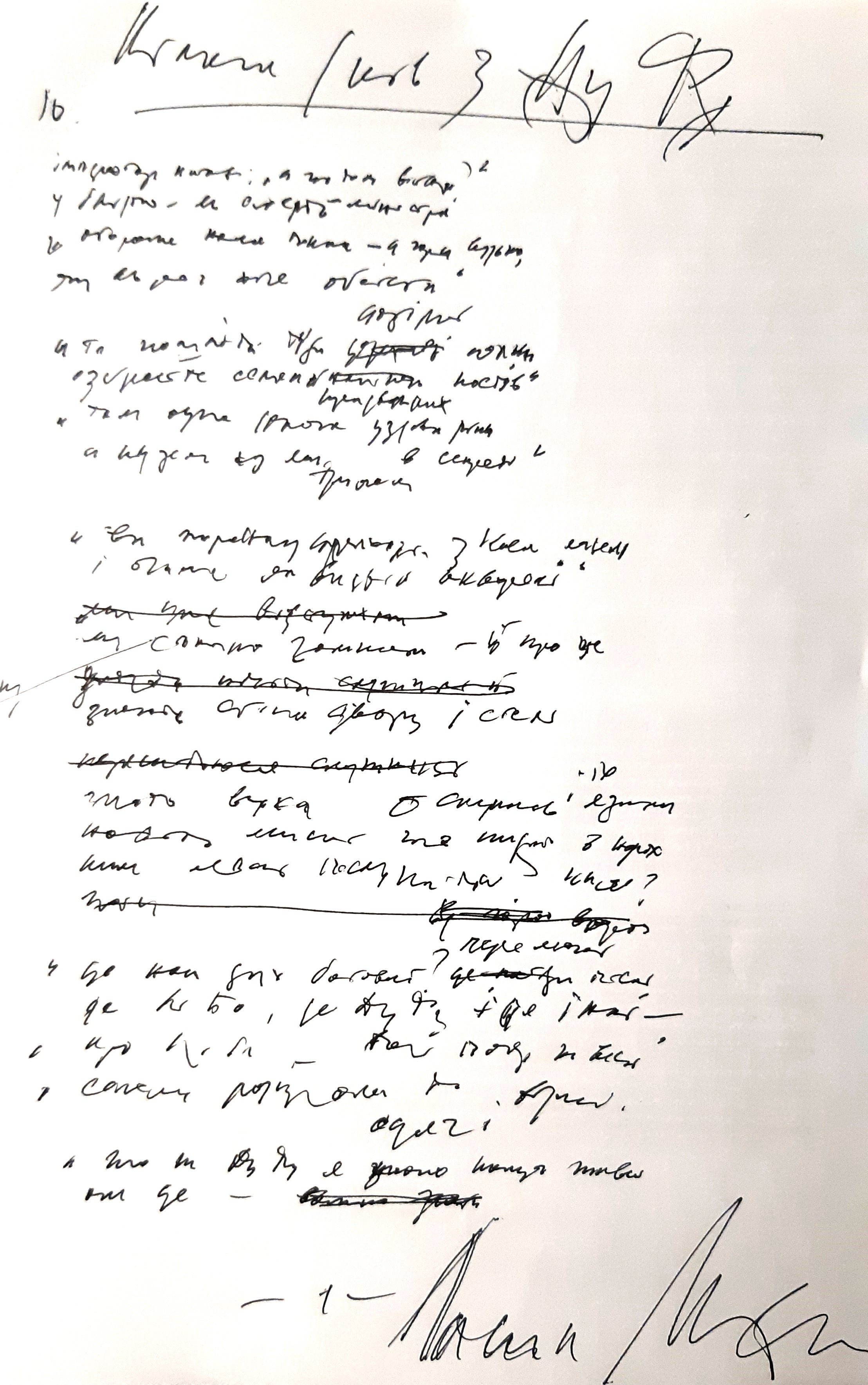
Рукопис вірша з циклу "Ду Фу" Василя Махна

### Поезія
- «Схима» (Тернопіль: Збруч, 1993)
- «Самотність цезаря» (Тернопіль: Лілея, 1994)
- «Книга пагорбів та годин» (Тернопіль: Лілея, 1996)
- «Лютневі елегії та інші вірші» (Львів: Каменяр, 1998)
- «Плавник риби» (Івано-Франківськ: Лілея-НВ, 2002)
- «38 віршів про Нью-Йорк» (К.: Критика, 2004)
- «Cornelia Street Cafe» (Київ: Факт, 2007)
- «Зимові листи» (К.: Критика, 2011)
- «Я хочу бути джазом і рок-н-ролом. Вибрані вірші про Тернопіль і Нью-Йорк» (Тернопіль: Крок, 2013)
- «Ровер» (Тернопіль: Крок, 2015)[5]
- «Єрусалимські вірші» (К.: Критика, 2016)[6][7][8]
- «Паперовий міст» (Львів: Видавництво Старого Лева, 2017)
- «Поет, океан і риба» (Харків: Фоліо, 2019)
- «Одновітрильний дім» [Архівовано 5 серпня 2021 у Wayback Machine.] (Львів: Видавництво Старого Лева, 2021)

#### Про поезію Василя Махна
- Махнова особлива сила — в його подиву гідних образах. З давнішої творчости він приносить y нoвi вірші алогічну, a іноді антилогічну, асоціятивну чи навіть «підсвідому» організацію й цілих текстів, й окремих образів. Але в цих нових «прозаїчних» просторах така організація навіть буденних деталей стає явно домінантною: тут Махно найщільніше наближається до Ешбері, хоч ніколи нe доходить до його світу радикальної випадковості.

Богдан Рубчак, 2009.
- Парадокс (і водночас закономірність) полягає в тому, що українське слово Василя Махна саме через поетів «американізм» і нью-йоркський «регіоналізм» увійшло в сучасний багатомовний і багатонаціональний поетичний контекст, набуло широкого резонансу. З-поміж українських поетів, котрі живуть і працюють як на «материку», так і в зарубіжжі, Василь Махно належить до найвідоміших, хоча не для всіх і в усьому прийнятний, наважуся навіть сказати модних, за ним ганяються ЗМІ з проханням про інтерв'ю, його багато перекладають і друкують в Америці, Європі і Росії.

Юрій Барабаш, Кур'єр Кривбасу, 2014.
- «Махно — українець, який став космополітом, і космополіт, який залишається українцем. Він, мабуть, перший з українських поетів, який узяв на себе відповідальність за втрачений багатокультурний всесвіт України… Багатомовне середовище, з нью-йоркської вершини якого видно цілий світ, полегшило поетові його лінґвістичне вигнання; мало того, урбаністичну розмаїтість Америки, яка нагадує йому про багатомовний усесвіт польсько-єврейських містечок на околицях Австро-Угорської імперії, він уважає своїм власним надбанням. Із часом метод, у який Махно накопичує матеріяли для своїх творів, і самі ті твори розкриють дослідникам ставлення поета до російської літературної спадщини, польських історичних посилань, сучасної американської просодії та української культурної традиції…» [Архівовано 16 жовтня 2016 у Wayback Machine.]
 Йоханан Петровський-Штерн

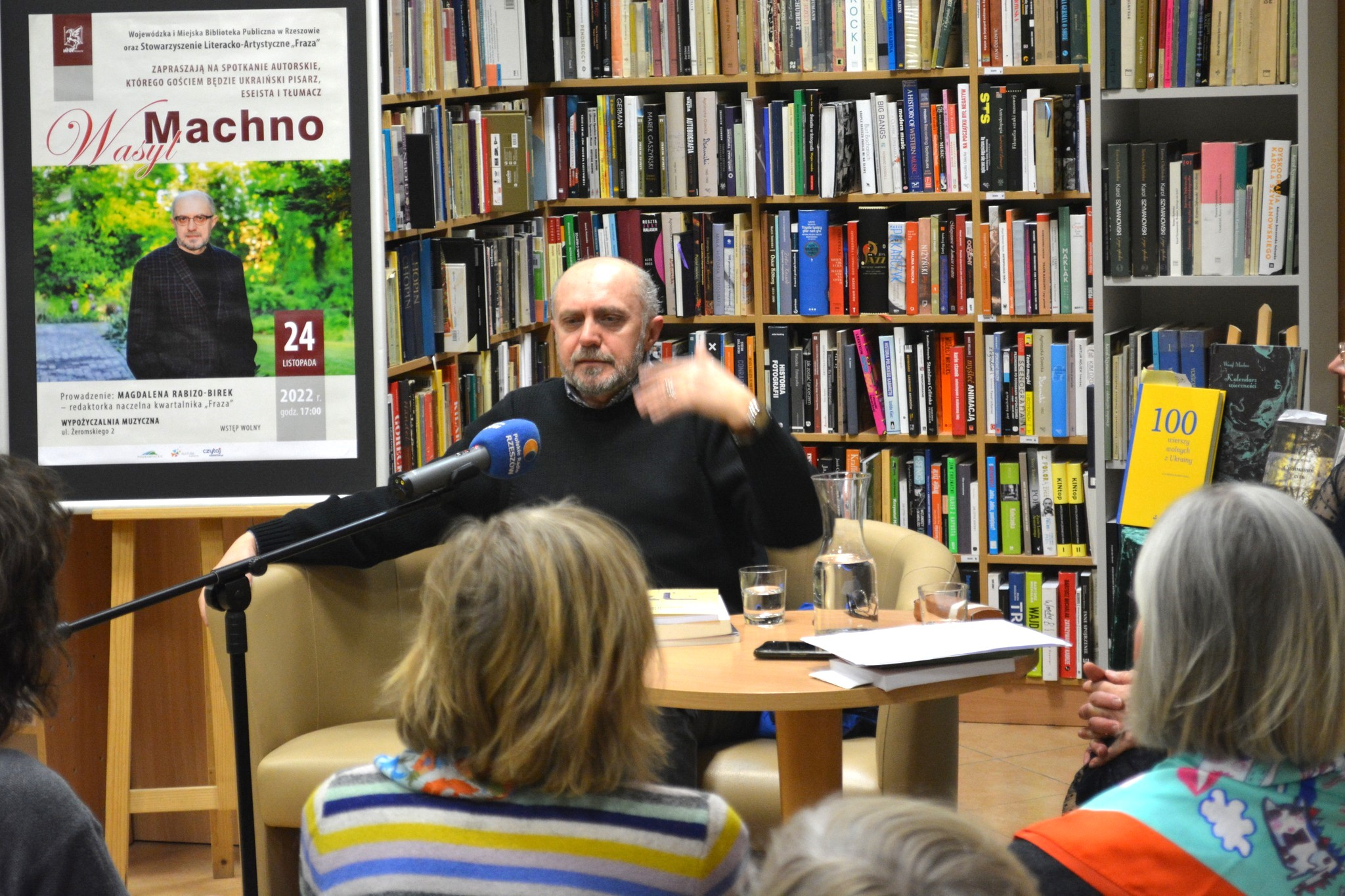
Василь Махно виступає у воєводській бібліотеці міста Жешува, 2022

### Проза
Романи
- Василь Махно. Вічний календар. Львів: Видавництво Старого Лева, 2019. 624 с. ISBN 978-617-679-725-8[9]

Збірка оповідань
- Василь Махно. Дім у Бейтінґ Голлов. Львів: Видавництво Старого Лева, 2015. 176 с. ISBN 978-617-679-162-1[10]

#### Про прозу Василя Махна
- Василь Махно у своїй прозі запитує: чи дім буває у множині? Чи він взагалі буває, зважаючи на те, що ми майже завжди покидаємо дім дитинства, і що він переважно існує лише у нашій пам'яті? Чи можна повернутися додому? — і, якщо можна, то що, крім пам'яті, на нас там чекає? Чотири оповідання із збірки — про Україну («Капелюх, дактилі, сливи», «Онуфрій і Титєна», «На автобусній», «Польський ровер, руська рама»), а чотири — про життя у США («Дім у Бейтінґ Голлов», «Бруклін, 42 вулиця», «Коли на шию надівають вінок із чорнобривців», «Соло дрозда»). Тут знайдемо все, що так добре виходило у Василя Махна вже в есеях — чітко виписані деталі, ті самі, які не можна вигадати, а тільки підглянути; економність і ємність тексту; жваву сюжетну динаміку. Але головне, як на мене, полягає в філософському наповненні…[11]

Оксана Луцишина, ЛітАкцент
- Поет Василь Махно продовжує розширювати межі власної творчості, освоюючи нові жанри. Після книжки есеїв «Котилася торба» автор пропонує нам збірку оповідань «Дім у Бейтінг Голлов». Мода на малу прозу, отже, триває. Але для визнаного поета книга прози — це найперше виклик критикам, шанувальникам і просто єхидним персонажам літературного процесу.[12]

Оксана Щур, ЛітАкцент
- Характерною особливістю малої прози Махна є уважний погляд на момент тут-і-тепер, який дає змогу сприймати найвіддаленіше минуле як близьке. Усі тексти споріднює тема пам'яті, і вона почасти є умовою цілісности постатей і персонажів оповідань. Найяскравіше це проявляється саме в оповіданнях з північноамериканського континенту. У текстах «Дім у Бейтінґ Голлов», «Соло Дрозда», «Коли на шию надівають вінок із чорнобривців» пам'ять формує композицію тексту, що перемикається із теперішнього на минуле. Темп такого перемикання у різних оповіданнях (та й у частинах одного і того ж твору) відрізняється і дає авторові змогу то уповільнювати дію, то пришвидшити її.
 Юлія Ємець-Доброносова. Критика.

### Есеїстика
- «Парк культури і відпочинку імені Гертруди Стайн»[13] Київ: Критика (2006)
- «Котилася торба» (есеї). К.: Критика (2011)[14]
- Василь Махно. Околиці та пограниччя. Київ: Yakaboo Publishing, 2019. 240 с. ISBN 978-617-7544-20-2
- Василь Махно. Уздовж океану на ровері. Київ: Yakaboo Publishing, 2020. 336 стор. ISBN 978-617-7544-65-3
- Василь Махно. З голосних і приголосних: енциклопедичний словник імен, міст, птахів, рослин та усякої свячини. Київ: Yakaboo Publishing, 2023. 384 c. ISBN 978-617-8107-61-1.

Есеї друкувалися в часописах «Критика», «Кур'єр Кривбасу».

### П'єси
- Махно Василь. Bitch/beach Generation // Київська Русь. Одеса. Хвилі. 2007. № 11. С. 214—240
- Махно Василь. Coney Island: драма-оперета // Кур'єр Кривбасу. 2007. № 9–10 (вер.-жовт.). С. 127—138

### Переклади
Перекладає сучасну польську, американську та сербську поезії.
- Збіґнєв Герберт. «Струна світла». Тернопіль: Лілея, 1996.
- Януш Шубер. Спійманий у сіть. Київ: Критика, 2007. 120 с. ISBN 966-8978-13-7.
- Анна Фрайліх. Ім’я батька. Тернопіль: Крок. 2021. 104 с. ISBN 978-617-692-645-0.
- Богдан Задура. Прості Істини. Перекл. Василь Махно, Анна Грувер. Львів: Видавництво Старого Лева, 2024. 112 с. ISBN 978-966-448-381-7.

### Літературознавство
- «Художній світ Богдана-Ігоря Антонича» (1999)

### Укладач
- «Дев'ятдесятники» (1998)

## Переклади творів іноземними мовами
англійською
- Thread And Selected New York Poems (2009)
- Winter Letters: & Other Poems (2011)
- Paper Bridge (2022)

польською
- Wedrowcy. Poznan (2003)
- 34 wiersze o Nowym Jorku i nie tylko. Wroclaw (2006)
- Nitka, Sejny (2009)
- Dubno, kolo Lezajska. Lezajsk (2013)
- Listy i powietrsze. Lublin, 2015
- Express «Venecia». Mikolow (2016)
- Kalendarz wieczności. Warzawa (2021)
- Wiersze Jerozolimskie oraz 16 innych wiersze. Czestochowa (2022)
- Psalmy. Sejny (2022)

сербською
- Crna rupa poezije. Filip Visnic (2013)
- свадбарски купус. Београд: Alma (2017)

російською
- «Куры не летают». Харьков (2016) [Архівовано 17 жовтня 2021 у Wayback Machine.]
- Частный комметарий к истории. Днипро: Гарда (2018)
- Вечный календарь. Харьков (2021)

румунською
- Fiecare obiect îşi are locul său: poezii alese. Craiova, Scrisul Românesc Fundația Editura (2009)

німецькою
- Das Haus in Baiting Hollow. Leipzig, Leipziger Literaturverlag (2020)

литовською
- Patarimas kaip geriau rašyti eilėraščiu. Vilnius (2024)

## Нагороди
- Премія Степана Будного (1993)
- Премія журналу «Кур'єр Кривбасу» (2007, 2008)
- Фонду Ковалевих (2009)
- Орден «За заслуги» ІІІ ступеня (2010)
- Міжнародна поетична премія «Повелье Мораве» (Сербія) (2013)
- Книга Року BBC (2015)
- Фіналіст премії ім. Юрія Шевельова (2015)
- Півфіналіст Angelus (2016)[15][16]
- 100 людей культури (2016)[17]
- «Encounter» prize of the Ukrainian Jewish Encounter (Canada / Bookforum Lviv)(2019)[18]
- переможець першої Українсько-єврейської літературної премії «Зустріч» за роман «Вічний календар»[19]
- Фіналіст премії міста літератури ЮНЕСКО (2020)
- Спеціальна відзнака UA: Радіо Культура (2020)
- Medal Wschodniej Fundacji Kultury «Аkcent» (2024)
- Спеціальна відзнака премії імені Юрія Шевельова (2024)

### Аудіозаписи творів
- Василь Махно. Поет, океан і риба. Аудіозапис поезій з візуалізацією: https://www.youtube.com/watch?v=hMtFNHUdc9Y [Архівовано 26 липня 2021 у Wayback Machine.]
- Василь Махно. "Ісход": https://www.youtube.com/watch?v=btl0M13pP-U [Архівовано 18 травня 2022 у Wayback Machine.]

## Фільм про Василя Махна
В 2015 році український кінорежисер Олександр Фразе-Фразенко та продакшн-студія «OFF Laboratory» випустили повнометражний документальний фільм «Дім на сімох вітрах. Портрет Василя Махна». Фільм містить в собі філософські роздуми Махна, читання віршів на вулицях Нью-Йорку, хроніку з дев'яностих. Фільм виконаний у специфічному фірмовому стилі Олександра Фразе-Фразенка, який розмиває межі між документалістикою та сюрреалістичним поетичним кіно. Прем'єра відбулася на Форумі видавців у Львові. Американська прем'єра відбулася взимку 2017 року в Колумбійському університеті. У видавництві Harvard Book на початку 2017 року вийшла книга «The House on Seven Winds. The Complete Script», присвячена фільму.